# Änkebränning

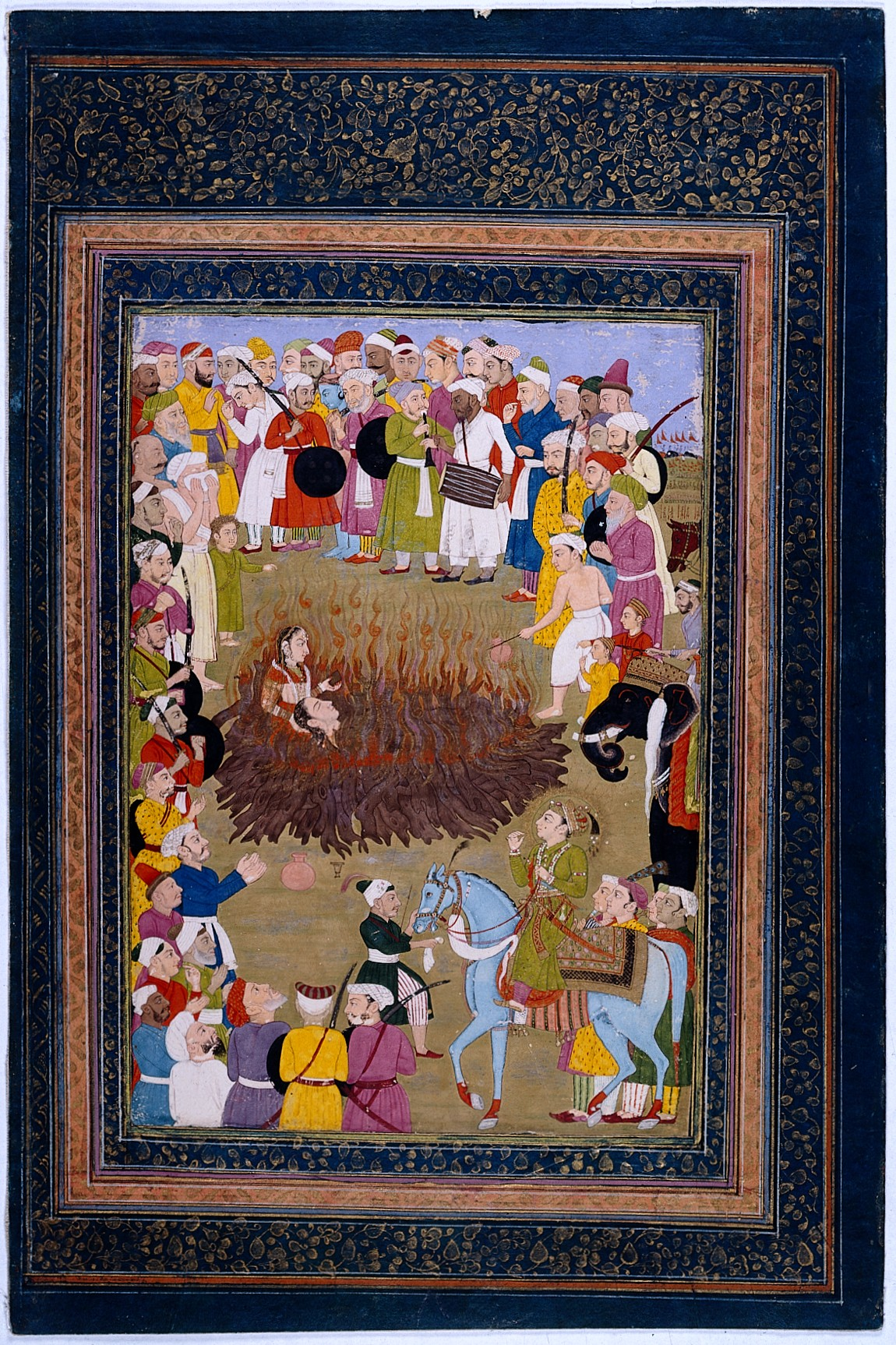
En hindufurstinnas änkebränning, 1700-talet.

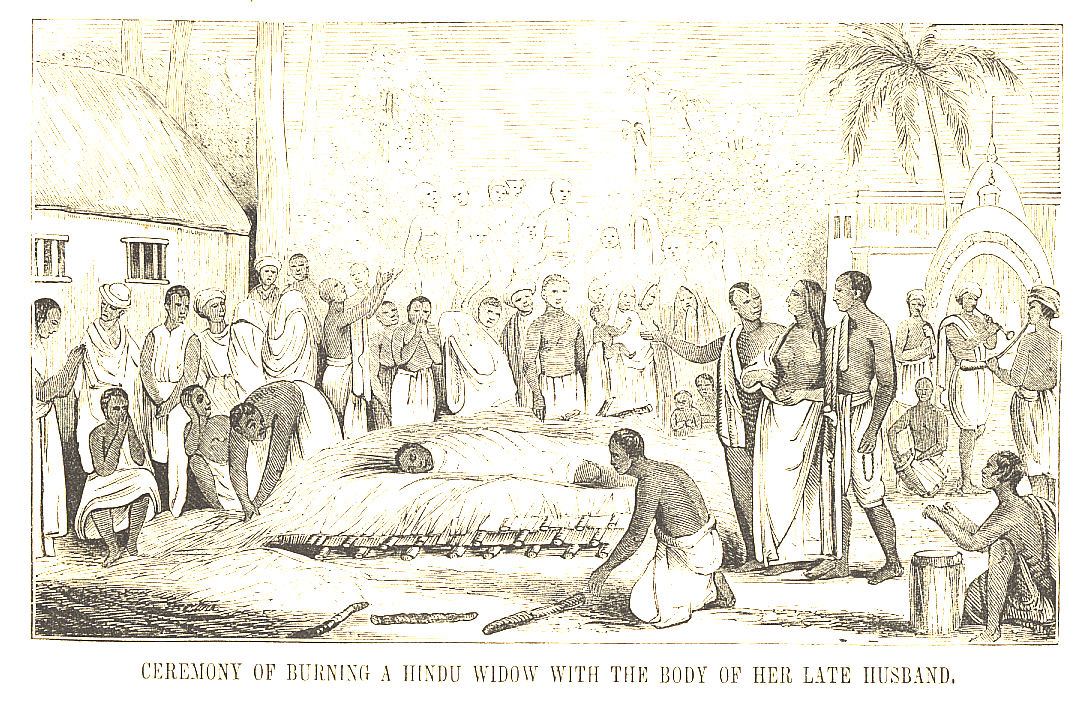
Änkebränning

Änkebränning (sati, suttee), är inom hinduismen en rit där en änka bränns levande på den döde makens likbål. Denna rit förekom vanligast i norra Indien, men kunde även praktiseras i resten av Indien och bland hinduer utanför Indien i mindre grad. Riten är sedan 1800-talet en förbjuden handling, men har illegalt förekommit sedan dess. 

## Etymologi
Seden har sitt namn efter gudinnan Sati, Shivas hustru, som enligt myten ska ha utfört denna handling, och betyder ursprungligen "kysk kvinna" eller "god hustru". Britterna i Indien uttalade begreppet med engelskans suttee, vilket blir ungefär sati på bland annat svenska.

## Motivation
Riten nämns inte i de äldsta vedaskrifterna på sanskrit från 1500 f.Kr. De finns dock motiverade i senare heliga skrifter från hinduismen, från åtminstone 600-talet och framåt.  
En änka som valde att begå riten uppfattades som en dygdig, trogen och lojal hustru, och troddes efter döden bli en Satimata, en slags gudomlig skyddsande för sin familj.  

## Praktik
Den vanligaste praktiken av riten var för änkan att sätta sig ned på likbålet bredvid liket av sin avlidne make, varefter bålet antändes: ibland av andra, ibland av henne själv. Det förekom också att hon kastade sig på bålet sedan det redan hade antänts.  I vissa regioner placerades änkan och liket i en hydda som sedan antändes, och i andra grävdes en grop, där bålet sedan brann.  I mer sällsynt fall förekom det att maken begrovs i jorden snarare än att brännas, och i de fallen blev änkan dödad genom levande begravning.
Det fanns också en rent symbolisk form av riten, där änkan lade sig ned bredvid maken, en symbolisk bröllops- och begravningsceremoni utfördes, varefter hon steg upp igen innan likbålet antändes. Detta var inte en modernisering av en gammal rit, utan finns omvittnad i gamla texter. 
Riten beskrivs som frivillig för änkan, och var formellt ett val hon själv gjorde. Det finns dock klara vittnesmål om att änkan ofta bands fast vid bålet före det antändes; hur hon drogades innan hon placerades där, och hur brinnande kvinnor som försökte ta sig ned från bålet knuffades tillbaka in i elden av åskådarna.

## Ursprung och historik
Sedens ursprung är okänd, obekräftad och omdebatterad. Det finns teorier om att den kom till Indien med den indoeuropeiska invandringen från Centralasien. En rituell begravning av änkan tillsammans med hennes avlidne make skedde i den indoeuropeiska Andronovokulturen i Centralasien cirka 2000 f.Kr., även om den då tros ha varit rent symbolisk. 
Det kanske äldsta omnämnandet av seden gjordes av Aristobulus från Cassandreia, som följde med Alexander den store på hans expedition till Indien år 327 f.Kr. och som citeras av Strabon. Han nämnde att änkorna inom vissa stammar i Taxila (nuvarande norra Pakistan) gärna brann på sin makes likbål, och att de änkor som vägrade betraktades som vanärade. Inom Indien nämns seden först under Guptariket: den första inskriptionen som bekräftar en änkebränning är från år 510 e.Kr, och Banabhatta nämner seden i Harshacharita från 600-talet.   

### Medeltid
Det finns en mängd obekräftade teorier kring hur vanlig seden var, under vilken tidsperiod den var vanlig, och vilken skillnad som rådde mellan samhällsklasserna. Enligt en ofta nämnd teori blev änkebränning vanlig i Indien först under den muslimska erövringen av norra Indien från 800-talet, då hinduiska hustrur begick självmord enligt jauhar-riten för att undvika att tillfångatas av de muslimska erövrarna när deras makar stupat. Teorin förklarar inte varför riten i så fall förekom före 800-talet, men kan möjligen förklara varför den blev vanligare, och varför den var vanligast i norra Indien. Riten förekom visserligen i Vijayanagarriket i södra Indien, men tycks ha varit relativt ovanlig där.
Änkebränning förekom i äldre tid inte bara i Indien utan även bland hinduer utanför Indien, och det har omvittnats bland hinduer i Vietnam, Filippinerna och Indonesien under medeltiden, även om det där tycks ha varit mer sällsynt än i Indien och uteslutande tycks ha gällt kungliga änkor. Det är känt att det förekom för kungliga änkor i det hinduiska riket Champa i Vietnam, där änkedrottning Huyền Trân år 1307 räddades från en sådan död i en räddningsaktion som blivit berömd i historien.

### Mogulriket
Mogulrikets muslimska kejsare ska omvittnat ha ogillat riten. Kejsar Akbar den store ska öppet ha uttalat sitt motstånd mot att tvinga en änka att bränna sig mot sin vilja, och kejsar Aurangzeb förbjöd riten helt år 1663. Trots förbudet fortsatte seden, och europeiska missionärer vittnade om dess förekomst under 1500- och 1600-talen.
De europeiska stater som började skaffa sig kolonier i Indien från 1498 och framåt brukade vanligen förbjuda änkebränning inom sin kolonis gränser, men då dessa kolonier länge bestod av enbart en stad eller handelsstation, fick det begränsad effekt.  Britterna förbjöd på detta sätt riten inom staden Calcutta år 1798, vilket innebar att stadsborna förrättade riten strax utanför stadsgränsen.

### Brittisk kolonialtid
Under 1800-talet bekräftas riten ha förekommit allmänt inom alla samhällsklasser i norra Indien. Det förekommer dock vitt skilda uppgifter om hur vanligt det var, och bruket gällde knappast alla änkor.
Allteftersom britterna fick makten i Indien förbjöds en rad inhemska sedvänjor som av britterna uppfattades som grymhet mot kvinnor: änkebränning förbjöds genom Bengal Sati Regulation, 1829 och var en del av andra reformer som Hindu Widows' Remarriage Act, 1856, Female Infanticide Prevention Act, 1870, och Age of Consent Act, 1891. Dessa lagar gällde enbart i de delar av Indien där britterna hade makten, men exemplet följdes av de självstyrande indiska furstendömena som började införa förbud mot änkebränning inom sina domäner mellan 1840 och 1861, med Mewar som sista stat: år 1861 blev hela Indien underkastat britterna och ett allmänt förbud mot änkebränning infördes på hela kontinenten. 

### Indien efter självständigheten
I nutida Indien är änkebränning inte bara förbjudet utan också ovanligt. 
Ritualen sati tillämpas dock fortfarande illegalt bland vissa hinduer i Indien och betraktas då fortsatt som en respekterad religiös sed. Mellan 1943 och 1987 rapporterades 28 sådana fall.
Ett berömt sentida exempel är från byn Deorala i Rajasthan 1987, där en ung, nygift kvinna vid namn Roop Kanwar blev änka och enligt eget val satte sig högst upp på likbålet och lät sig förtäras av lågorna.
Sedan detta blivit känt samlades hundratusentals människor i byn vid en särskild ceremoni 10 dagar efter hennes död, för att få del av den välsignelse hon troddes ha nedbringat över marken där hon dog.[källa behövs] 
Som ett svar på de hyllningar som omgav Roop Kanwars sati, infördes The Enforcement of India's 1987 Sati Law som ytterligare skärpte förbudet och bland annat förbjöd hyllningar och glorifierande ceremonier till personer som utfört sati. 
Ytterligare fall inrapporterades under 2000-talet, men mötte inte samma typ av hyllningar som Roop Kanwar. I det dåvarande Indien började kvinnor som deltagit i sati snarare att förmodades ha psykiska problem.

## Exempel
- Umadevi, 1220
- Ramabai Peshwa, änka efter Madhavrao Peshwa, 1772[4]
- Maharani Raj Rajeshwari Devi, 1804